# Calanthe graciliflora
Calanthe graciliflora är en orkidéart som beskrevs av Bunzo Hayata. Calanthe graciliflora ingår i släktet Calanthe och familjen orkidéer.

## Underarter
Arten delas in i följande underarter:
- C. g. graciliflora
- C. g. xuefengensis